# Николаев, Тимофей Николаевич
Тимофе́й Никола́евич Никола́ев (основной псевдоним Хури́, чув. Тимахви Хури; 14 (26) января 1878, Большие Крышки, Чебоксарский уезд, Казанская губерния — 6 октября 1918, Казань) — чувашский политический деятель, эсер-максималист, один из лидеров национального движения чувашей в период Революции 1905—1907 годов и последовавшей за ней политической реакции. Член Центрального комитета партии эсеров и председатель её Казанского комитета (1905—1909), по некоторым данным, одно время возглавлявший также Поволжскую боевую организацию эсеров. Выступая на съездах как представитель чувашского народа, в кругу эсеров он был известен под прозвищем «Президент Чувашской Республики». В 1920-е годы Николаев-Хури имел в Чувашии репутацию легендарного революционера и чувашского национального героя.

## Биография

### Ранние годы и начало революционной деятельности
Тимофей Николаевич Николаев родился в 1878 году в деревне Большие Крышки Чебоксарского уезда Казанской губернии (ныне в Цивильском районе Чувашии) в крестьянской семье. Отец был чуваш, мать — русская.
В 1902 году Николаев окончил Симбирскую духовную семинарию и вскоре поступил на работу надзирателем в Симбирскую классическую гимназию. В 1903 году он вступил в созданную незадолго до этого партию эсеров, взяв себе партийный псевдоним «Хури» («Чёрный» в переводе с чувашского). По воспоминаниям чувашского эсера С. Н. Николаева, Хури много времени уделял революционной пропаганде среди воспитанников-гимназистов. После разоблачения он устроился учителем в одну из начальных школ Симбирска и с тех пор стал вести агитационную работу в основном среди семинаристов.
С самого начала своей политической деятельности Хури строил планы создания автономной организации чувашских эсеров. В 1904 году он учредил в Симбирске политический кружок чувашской молодёжи. Члены кружка занимались эсеровской агитацией, распространяя в народе запрещённую литературу и прокламации.
Идейным наставником Хури в Симбирске был преподаватель духовной семинарии В. Г. Архангельский. Вместе с ним в 1904 году Хури переехал в Казань, где продолжил заниматься эсеровской пропагандой. По воспоминаниям эсера Ф. Л. Львова-Пантелеева, в Центральном комитете партии чуваша Николаева-Хури считали единственным человеком, который мог руководить деятельностью эсеров среди населения Казанской губернии, по преимуществу нерусского. В целях конспирации Хури стал студентом Казанского ветеринарного института, затем — юридического факультета Казанского университета, но занятий он практически не посещал.
Организаторская и пропагандистская деятельность Хури в Симбирске и Казани сделала его авторитетной фигурой в среде эсеров, и в 1905 году он вместе с Метри Юманом был делегирован на I партийный съезд эсеров в Финляндии. Там Хури выступал как выразитель интересов чувашского народа, в документах собрания он проходил под псевдонимом «Чувашенин». На съезде Хури избрали членом Центрального комитета, членом Поволжского комитета и председателем Казанского комитета партии эсеров. После этого он стал регулярно отлучаться из Казани на эсеровские собрания.

### Революция 1905—1907 годов
После начала революции в 1905 году Хури начал ездить по деревням чувашей Чебоксарского уезда, призывая их к восстанию. Согласно полицейским отчетам, в первую очередь, с деятельностью Хури связаны охватившие в этот период весь Чувашский край демонстрации, акты сопротивления властям и «аграрного террора». В результате Хури был на некоторое время помещен в Казанскую тюрьму.
В начале 1906 года, после освобождения из тюрьмы, Хури познакомился с Гавриилом Алюновым. Вместе они решили организовать автономную чувашскую политическую партию. Во все губернии, где компактно проживало чувашское население, были разосланы приглашения к участию, также была избрана инициативная группа и подготовлены программные документы. Нелегальное собрание состоялось 1—2 августа 1906 года в Симбирске в формате съезда «чувашских учителей и деятелей просвещения». В печати объявили, что съезд собирается «для обсуждения вопроса об объединении всех прогрессивно настроенных деятелей по образованию чуваш в особый союз с широкими просветительскими и политическими задачами». На съезде был создан «Союз деятелей по просвещению» (в целях конспирации он был назван в печати «Кружком по образованию чуваш»), который провозгласил своими целями «поднятие умственного и экономического состояния чуваш и развитие их политического самосознания в духе свободы и строгого демократизма». Хури предлагал структурно связать это объединение с партией эсеров и включить в программу союза основные эсеровские требования, однако победу на съезде одержала точка зрения Алюнова об общегражданском характере создаваемой организации. Хури был избран в руководящий комитет «Союза», в результате трое из пяти его членов оказались эсерами.
Съезд решил взять под контроль «Союза» издание чувашской газеты и, в целом, издательское дело на чувашском языке. Поскольку печатать собственную газету для чувашских эсеров было невозможно, они решили взять в свои руки «Хыпар» — первую газету на чувашском языке, которая была создана в январе 1906 года. На фоне организационных трудностей основателя издания Николая Никольского это удалось сделать уже в августе того же года. В 1906—1907 годах Хури был членом редколлегии «Хыпар», публиковал в ней свои статьи и добывал для газеты финансирование.
В то же время эсеры Казани перешли к актам террора против представителей царской власти: 25 сентября 1906 года они бросили две бомбы под карету вице-губернатора Д. Д. Кобеко. С. Н. Николаев позднее свидетельствовал, что исполнителем этого покушения был Хури; кроме того, лично им или под его руководством в 1906—1907 годах проводились акты экспроприации из казённых магазинов, а также ограбление почты вблизи Казани. Одной из наиболее заметных акций Хури стало освобождение политических заключенных из Казанской тюрьмы по случаю Пасхи 1907 года. В форме судебного прокурора Хури явился ночью в тюрьму, предъявил охране поддельное письмо об освобождении заключенных и затем беспрепятственно провёл их на свободу. По воспоминаниям Метри Юмана, некоторое время Хури возглавлял всю Поволжскую боевую организацию эсеров.
В пасхальную ночь на 5 мая 1907 года Хури собрал в Казани первый съезд чувашских эсеров. Съезд проходил на Александровском пивном складе и был законспирирован под пасхальные гуляния; помощь в его организации и охране оказывали русские складские рабочие. На съезде была создана Чувашская организация социалистов-революционеров Казанского округа. Тайным голосованием Хури был избран в её руководящее бюро из трёх человек.
31 мая 1907 года Тимофей Николаев-Хури был арестован по доносу полицейского провокатора К. Мальцева. Приговором суда Хури был сослан на 5 лет в Якутию.

### Каторга (1908—1917)
Уже 15 марта 1908 года при помощи оставшихся на свободе единомышленников Хури удалось бежать из Якутии. Он побывал в Казани, съездил в родную деревню, затем скрылся в Симбирской губернии. После этого Хури решил съездить во Францию. Из Симбирска в Европу его провожал Метри Юман.
Во Франции Хури встречался с чувашскими политэмигрантами, успешно убеждая их вернуться на родину, пытался раздобыть деньги для Чувашской организации эсеров, слушал выступления Жана Жореса. В конце февраля 1909 года он нелегально вернулся в Россию, но вскоре был арестован в Санкт-Петербурге. Позже, в своем последнем слове на суде, Хури заявил, что в Охранном отделении ему предложили стать провокатором вместо разоблаченного Евно Азефа, но он отказался, поскольку «не торгует своей честью».
15 июля 1910 года Хури был доставлен в Казанскую губернскую тюрьму. В составе группы эсеров из 18 человек он обвинялся в причастности к экспроприациям в Казани и принадлежности к Казанской организации партии эсеров в 1906—1907 годах. По поручению Центрального комитета партии эсеров защитником на суде выступал депутат Государственной Думы А. Ф. Керенский. Тот ожидал, что Хури приговорят к смертной казни, но по неизвестной причине 27 августа 1910 года Казанский военно-окружной суд приговорил Николаева только к 5 годам каторжных работ.
1 декабря 1910 года Хури отправили в кандалах из Казани в Сибирь. По разным свидетельствам, он отбывал каторжное наказание в Якутске, Иркутске и Тобольске.
После Февральской революции 1917 года и амнистии, объявленной министром-председателем Временного правительства А. Ф. Керенским, Хури освободился и отправился на родину.

### Возвращение с каторги, арест и гибель (1917—1918)
В Казанскую губернию Хури вернулся крайне больным и истощенным. Чувашская интеллигенция собирала ему деньги как на дорогу из Сибири на родину, так и на лечение после возвращения с каторги. По воспоминаниям Николая Никольского, каторга превратила Хури «в маниака, лишила здравого рассудка». Косвенно это отражено в романе П. Н. Осипова «Эльгеевы» («Элкей таврашĕ»), где Хури, с большим трудом выступая на митинге после революции, призывает к свержению царя.
Хури поселился в родном селе и не участвовал в революционных событиях 1917—1918 годов. 20 августа 1917 года на объединённом заседании Крестьянского съезда Цивильского уезда и съезда Цивильского отделения Чувашского национального общества обсуждалось выдвижение Хури в депутаты Учредительного собрания, но из-за подорванного здоровья его кандидатура отпала.
4 октября 1918 года Хури прибыл в Казань, чтобы устроить свои дела в университете. В тот же день он был задержан сотрудниками ЧК. Хури удалось выбраться из полицейского участка, но вскоре он вновь был арестован и доставлен в Чрезвычайную комиссию. Согласно показаниям, во время допроса Хури назвал большевиков «бандой хулиганов, действующих, прикрываясь революционным советом крестьянских и рабочих депутатов», и заявил о своей лояльности Чехословацкому корпусу. Как белочех, вечером 4 октября Хури был приговорен к высшей мере наказания и 6 октября расстрелян.

## После смерти
Вскоре после гибели Хури было официально объявлено, что его убили белогвардейцы. По предположению историка газеты «Хыпар» А. П. Леонтьева, эти слухи были распущены с подачи Д. С. Эльменя, И. С. Максимова-Кошкинского и других руководителей советской Чувашии, которые осознавали репутационные издержки от скоропалительного расстрела лидера старшего поколения чувашских революционеров.
В 1920-х годах Хури почитался в Чувашии как легендарный революционер и национальный герой. В 1925 году в Чувашии широко отмечалась 20-летняя годовщина революции 1905 года, в связи с чем к имени Хури было приковано широкое внимание. Несколько лет после этого его имя носили улицы и учебные заведения в Чебоксарах. Педэр Хузангай написал поэму «Хури», посвященную жизни и деятельности революционера.
В 1926 году студия «Ленинградкино» выпустила игровой фильм «Волжские бунтари» («Атăл пăлхавçисем»), посвященный жизни и деятельности Хури. Согласно сценарию, написанному И. С. Максимовым-Кошкинским, Хури погиб во время захвата Казани войсками белочехов. Помимо Чувашии, фильм показывали в кинотеатрах Ленинграда и Москвы.
Во второй половине 1930-х годов, после начала кампании по борьбе с чувашскими националистами, Хури был объявлен буржуазным националистом, поэма Хузангая официально осуждена, находящаяся в Чебоксарах копия фильма «Волжские бунтари» — уничтожена.
Чувашская советская историография 1950-х — 1960-х годов реабилитировала Хури (в первую очередь, усилиями И. Д. Кузнецова), после чего началась его героизация как одного из немногих профессиональных чувашских революционеров первой волны. При этом о принадлежности Хури к эсерам ничего не упоминалось. Вместо этого И. Д. Кузнецов писал, что Хури в годы Революции 1905—1907 годов распространял большевистские прокламации и «смыкался» с социал-демократами. В воспоминаниях Н. В. Никольского, записанных А. Д. Калганом и И. Д. Кузнецовым в конце 1950-х годов, Хури характеризуется как «защитник интересов чувашских трудящихся» и «страстный революционный борец», партийная принадлежность и обстоятельства гибели которого остаются неизвестными. По мнению А. П. Леонтьева, редакторы воспоминаний намеренно умолчали об этих подробностях биографии Хури по конъюнктурным соображениям.
Об эсеровской принадлежности Хури и его расстреле большевиками начали открыто писать в конце 1980-х годов. В постсоветской Чувашии вышел ряд исследований, анализирующих роль Хури как одного из лидеров чувашского национально-освободительного движения начала XX века.
31 июля 1998 года Тимофей Николаев-Хури был реабилитирован прокуратурой Чувашской Республики.

## Личность Хури

### Воспоминания современников
Подробные воспоминания о личности Тимофея Николаева-Хури оставил его соратник по организации чувашских эсеров С. Н. Николаев. Внешность Хури он описывает следующим образом: «Высокий, статный, красивый брюнет с чёрным ёжиком волосами, с чёрными большими глазами». С. Н. Николаев отмечал крайнюю удачливость Хури, благодаря которой ему удавалось оставаться на свободе даже после самых рискованных акций, а также его щедрость и великодушие, из-за которых он в итоге и был арестован (на Хури донёс завербованный Охранным отделением выпускник Симбирской чувашской учительской школы, которого он пустил жить к себе домой). По словам современника, Хури был «человек до дерзости смелый, до безумия храбрый, не желающий знать, что такое опасность, но отлично умеющий ускользать от шпионов и полиции, не знающий различия между словом и делом, живой, подвижный, с безграничной инициативой».
С другой стороны, Хури характеризуется как человек «экспансивный и увлекающийся до крайности и доверчивый ко всем и всему». По свидетельству С. Н. Николаева, одной из нереализованных идей Хури осталось убийство И. Я. Яковлева в качестве акта возмездия «за варварское обращение с учащимися [Симбирской чувашской учительской] школы» и «за увольнение их из школы по малейшему подозрению в политической неблагонадёжности». С большим трудом С. Н. Николаеву и другим чувашским эсерам удалось отговорить Хури от этой акции. В итоге тот отправил Яковлеву саван в качестве предупреждения, но этим дело и ограничилось.

Окружённый легендами образ Хури выведен в автобиографическом романе-эпопее П. Н. Осипова «Эльгеевы» («Элкей таврашĕ»), частично основанном на детских воспоминаниях автора:
Что только ни рассказывали крестьяне о нём друг другу. Среди чуваш в те годы встречались немало и других смелых, отважных, самоотверженных и толковых людей, будоражащих душу народа, вдохновляющих его на борьбу с царскими сатрапами, но другого такого безумно храброго человека, как Николаев-Хури, они не знали. Говорили, что он разоружил и запер в конторе волостного правления урядника, прибывшего для его ареста. Ходила в народе и такая молва: будто он бежал из тюрьмы, укрывшись в гробу вместо покойника, будто губернатор Казани только чудом спасся от брошенной им бомбы…

### Политические взгляды
По своим взглядам Хури был эсером-максималистом, который отводил решающее значение «инициативному меньшинству». В такой роли он видел организацию чувашских социалистов-революционеров.
Николаев видел своей задачей объединение чувашей в автономную революционную организацию. При этом он неизменно связывал воедино революционные задачи и рост чувашского национального самосознания. Он обеспечивал национальные квоты чувашам в партийных организациях эсеров — по его настоянию в Симбирском губернском комитете эсеров специальным постановлением одно место было закреплено за чувашами.
В листовках периода революции 1905—1907 годов, распространяемых Казанским комитетом партии эсеров под руководством Николаева, таким образом излагалась его программа действий: «Организуйте кружки для самообразования, пропаганды революционных идей в широких народных массах; вступайте в ряды нашей партии, распространяйте нашу литературу, пересылайте её в деревни и села, не отказывайтесь жертвовать деньги, когда мы их собираем на крестьянскую литературу, на боевую организацию. Несите свет, будите в людях гражданские чувства».

### Личная жизнь
В чувашской историографии устоялась точка зрения, что Хури продолжительное время состоял в любовной связи с сотрудницей газеты «Хыпар» Агафьей Гавриловой. А. П. Леонтьев считает свидетельства на этот счёт ненадежными, а сам вопрос о романе между Хури и Гавриловой — открытым.